# Hexalobus crispiflorus
Hexalobus crispiflorus ist ein Baum in der Familie der Annonengewächse aus West- und Zentralafrika bis in den Sudan.

## Beschreibung
Hexalobus crispiflorus wächst als immergrüner Baum bis 30 Meter oder mehr hoch. Der Stammdurchmesser erreicht 100–140 Zentimeter. Der Stamm ist oft stark geriffelt. Die grau-braune Borke ist rissig bis schuppig oder abblätternd.
Die wechselständigen, einfachen Laubblätter sind sehr kurz gestielt. Sie sind ganzrandig, dünnledrig und verkehrt-eiförmig bis elliptisch, lanzettlich und zugespitzt. Unterseits sind sie oft leicht kurz behaart, sie sind bis 20–25 Zentimeter lang und bis 8 Zentimeter breit. Der kurze Blattstiel ist 4–8 Millimeter lang. Die Nebenblätter fehlen.
Die duftenden, cremefarbenen bis gelben Blüten stehen in achselständigen Büscheln bis zu dritt oder erscheinen einzeln. Die zwittrigen, gestielten Blüten sind dreizählig mit doppelter Blütenhülle. Der gelb-bräunlich behaarte Blütenstiel ist mit einem „Gelenk“ unterteilt. Es sind mehrere, abfallende Tragblätter vorhanden, die oberen zwei sind unterseits röhrig verwachsen. Die eiförmigen bis rundlichen, dicklichen und bootförmigen, 1,5–2 Zentimeter langen, 3 Kelchblätter sind außen rostig kurzhaarig, innen lockig behaarte und zurückgelegt. Die 6 Petalen in zwei Kreisen sind kurz verwachsen mit eilanzettlichen, rundspitzigen und knittrigen, mehr oder weniger kurz behaarten und 4–8 Zentimeter langen Zipfeln. Es sind einige (7–16) freie, haarige Fruchtblätter mit zweilappigen, trichter-, tütenförmigen Narben in einem trichterförmigen Fortsatz und viele kurze, nierenförmige und dichtstehende Staubblätter vorhanden.
Es werden meist mehrere (1–8) 5–10 Zentimeter lange, kahle bis dicht samtig behaarte, vielsamige, ellipsoide und feinnopplige bis glatte, dunkelbraune, nicht öffnende Früchte (Sammelbalgfrüchte) gebildet. Die vielen (15–30), abgeflachten, braunen Samen sind 3–4 Zentimeter lang.

## Taxonomie
Die Erstbeschreibung erfolgte 1845 durch Achille Richard in R. de la Sagra, Hist. Phys. Cuba, Pl. Vasc. I: 43. Synonyme sind Hexalobus grandiflorus Benth., Hexalobus lujae De Wild. und Hexalobus mbula Exell.

## Verwendung
Die süßen Früchte sind essbar. Die Rinde wird medizinisch verwendet und es kann eine Faser aus ihr erhalten werden.
Das mittelschwere Holz kann für einige Anwendungen genutzt werden.